# Джозеф Ґрінберґ
Джо́зеф Га́рольд Ґрі́нберґ (англ. Joseph Harold Greenberg; нар. 28 травня 1915 — пом.7 травня 2001) — американський мовознавець, африканіст та етнограф. Професор Колумбійського (1957-62) та Стенфордського (з 1962) університетів.

## Життєпис
У 1938—1939 роках працював у Нігерії. Був головою Західно-Африканського лінгвістичного товариства. Президент Американського лінгвістичного товариства, член Національної академії та Американської академії наук та мистецтв (з 1965). Спеціаліст у області загального та порівняльно-історичного мовознавства, лінгвістичної типології.
У 1948—1963 роках розробив нову класифікацію мов Африки, яку прийняли в сучасній африканістиці. Автор робіт з порівняльної граматики та історичної фонетики афразійських мов, теорії та типології термінів спорідненості, проблемам фонологічної та граматичної універсалії.

## Твори
- Essays in linguistics. 1957
- The languages of Africa. 1966
- Anthropological linguistics: an introduction. New-York. 1968
- Language typology and analytical overview. Paris, 1974